# Sortstrubet lappedykker
Sortstrubet lappedykker (latin: Tachybaptus novaehollandiae) er en fugleart, der lever i Oceanien og det sydlige Indonesien.